# Selbstregulation
Der Begriff Selbstregulation bezeichnet allgemein Prozesse, bei welchen ein System seine Funktion selbst anpasst. Dies kann geschehen, um eine Funktion aufrechtzuerhalten oder das System an neue Bedingungen anzupassen.
Im Gegensatz zur Steuerung beschreibt der Begriff Regulierung lernfähige Systeme, die sich durch Rückkopplung (Feedback) an veränderte Rahmenbedingungen anpassen und trotz sogenannter Störungen (Soll-Ist-Abweichungen) ihr (selbst gesetztes) Ziel erreichen können.

## Marktwirtschaft
Nach der Vorstellung einiger Vertreter der liberalen Wirtschaftstheorie reguliert sich die Wirtschaft über die Marktkräfte zum allgemeinen Nutzen selbst, wobei die Freiheit von Konsumenten und Produzenten notwendige Bedingungen sind. Für diese Regulierungsfähigkeit wurde manchmal der verallgemeinerte Begriff der unsichtbaren Hand verwendet und fälschlicherweise Adam Smith als Urheber bezeichnet. Entgegen dieser Annahme wurde das Verständnis des Marktes als Generalkoordinator erst durch Paul Samuelson 1948 bekannt gemacht.

## Biologie und Medizin
Der Grundgedanke der Selbstregulation stammt aus der Biologie und gilt als ein grundlegendes Funktionsprinzip lebender Organismen. Sie findet beispielsweise in der Physiologie des menschlichen und des tierischen Körpers fortlaufend statt, meist bei Veränderung statischer Zustände und von uns unbemerkt. Beispiele sind:
- Anstieg von Blutdruck und Herzfrequenz beim Wechsel von liegender in stehende Position
- Vermehrte Atmung bei körperlicher Anstrengung, um dem Körper mehr Sauerstoff zuzuführen
- Bei Hypoglykämie (Unterzuckerung) setzt der Körper drastische Selbstregulationsmechanismen in Kraft (z. B. Ausschüttung von Adrenalin, mit der Folge von Zittern und starkem Schwitzen), um die Glukosekonzentration aufrechtzuerhalten und einen drohenden hypoglykämischen Schock zu verhindern.

Oft spricht man in der Medizin auch von Autoregulation. Diese betrifft meist lokalere Feedbackmechanismen. Insbesondere die Durchblutung von Organen ist oft stark von selbstregulierenden Prozessen abhängig.

## Psychologie
Gemeinsamer Nenner von Modellen der Selbstregulation in der Psychologie ist, dass Menschen in der Lage sind, eigenes Verhalten im Hinblick auf selbst gesetzte Ziele zu steuern.
- siehe Hauptartikel: Selbstregulation (Psychologie)

## Pädagogik
Selbstregulation ist ein Begriff, der in der Pädagogik der 1970er Jahre eine zentrale Rolle spielte. Das Konzept beinhaltete, dass Kinder sich ohne bedeutende Einwirkungen durch Erziehende zu gesellschaftsfähigen Individuen entwickeln. Erziehende sind nur noch zuständig, wenn es um den Schutz des Kindes geht. Autorität dagegen, die die Erziehung in die Hand nimmt, ist nicht mehr von Bedeutung oder unerwünscht, da sich Kinder frei und selbständig zum Individuum entwickeln bzw. selbst herausfinden, wie sie sich in der Welt zurechtfinden. Auch soziale Regeln werden in Gruppenprozessen und ohne Einwirkung des Erziehenden formuliert. Der Erziehende sollte oder darf nicht mehr als derjenige auftreten, der Erziehungsprozesse steuert und die Ziele vorgibt.
Beispiele für diese Form der Erziehung waren manche „Kinderläden“. Kinderläden waren Einrichtungen, in denen Kinder manchmal schon vom Säuglingsalter ab und bis nach der Einschulung betreut wurden. Sie waren häufig von Eltern organisiert, die die Erziehungskonzepte zusammen mit den angestellten Erziehern entwickelten und auch regelmäßig mitarbeiteten.